# Tony Oursler
Tony Oursler (Nueva York, 1957) es un artista multimedia especializado en instalaciones, performances y videocreaciones.

## Biografía
Tony Oursler (Nueva York, 1957) es un artista multimedia especializado en instalaciones, performances y videocreaciones. En 1979, se licenció en Bellas Artes en el prestigioso California Institute of Arts y completó sus estudios en el College of Fine Arts de la Universidad de Boston. Es conocido por su innovadora combinación de vídeo, escultura y performance.

## Trayectoria
A finales de los años 70, Oursler comenzó a realizar sus primeras videocreaciones narrativas, en las que la mostraba paisajes grotescos con personajes y elementos transgresores, al igual que su obra futura. Siempre abierto a colaboraciones, fundó grupos artísticos como Poetics (nacido como grupo de rock en 1977), que se alargaría hasta 1983 y posteriormente hasta 1997 con The Poetics Project, de la mano de Mike Kelley. Durante esta etapa también realizaría dibujos y obras exclusivamente de audio.
Alcanzaría una mayor fama con Visiones de vídeo, un conjunto de varias obras expuesta en el Museo de Arte Moderno de Nueva York (MoMA) en 1981. En cuanto a la videocreación, The Loner (1980) y EVOL (1984), junto a Mike Kelley, fueron sus obras más destacables en los primeros años de los 80.
En EVOL, un psicodrama romántico y trágico, Oursler incluye ya artes como la pintura o la escultura, que veremos posteriormente en sus instalaciones, disciplina por la que sería más reconocido. El reconocimiento internacional llegaría en 1986 con la instalación Spheres d’Influence, expuesta en el Centro Pompidou de París. Desde entonces, ha expuesto instalaciones y performances en museos como el Pompidou, el MoMA de Nueva York o la Lisson Gallery de Londres.
En los años 90, Oursler se especializa en las instalaciones de vídeo. El rasgo más característico de estas obras es el uso de esculturas con objetos cotidianos acompañados de proyecciones de caras que hablan con los espectadores. Es considerado un renovador de la creación en vídeo por la capacidad de innovación en cuanto a soportes, sistemas de proyección e interacción entre el espacio de su obra y el espectador.
Muchas de sus esculturas con proyecciones de vídeos fomentan las ideas del autor con respecto a la relación entre el ciudadano y los medios de comunicación. Abundan en sus instalaciones los contenidos sociológicos y políticos, con una actitud crítica y denuncia social a temas como el medioambiente o a los efectos de la televisión.
A partir de la década de los 2000, expresa su arte también obras en espacios públicos, como sus proyecciones la Gare du Nord de París o en la Bregenz Kusnsthaus, en Bregenz, Austria.

## Tony Oursler y la luz

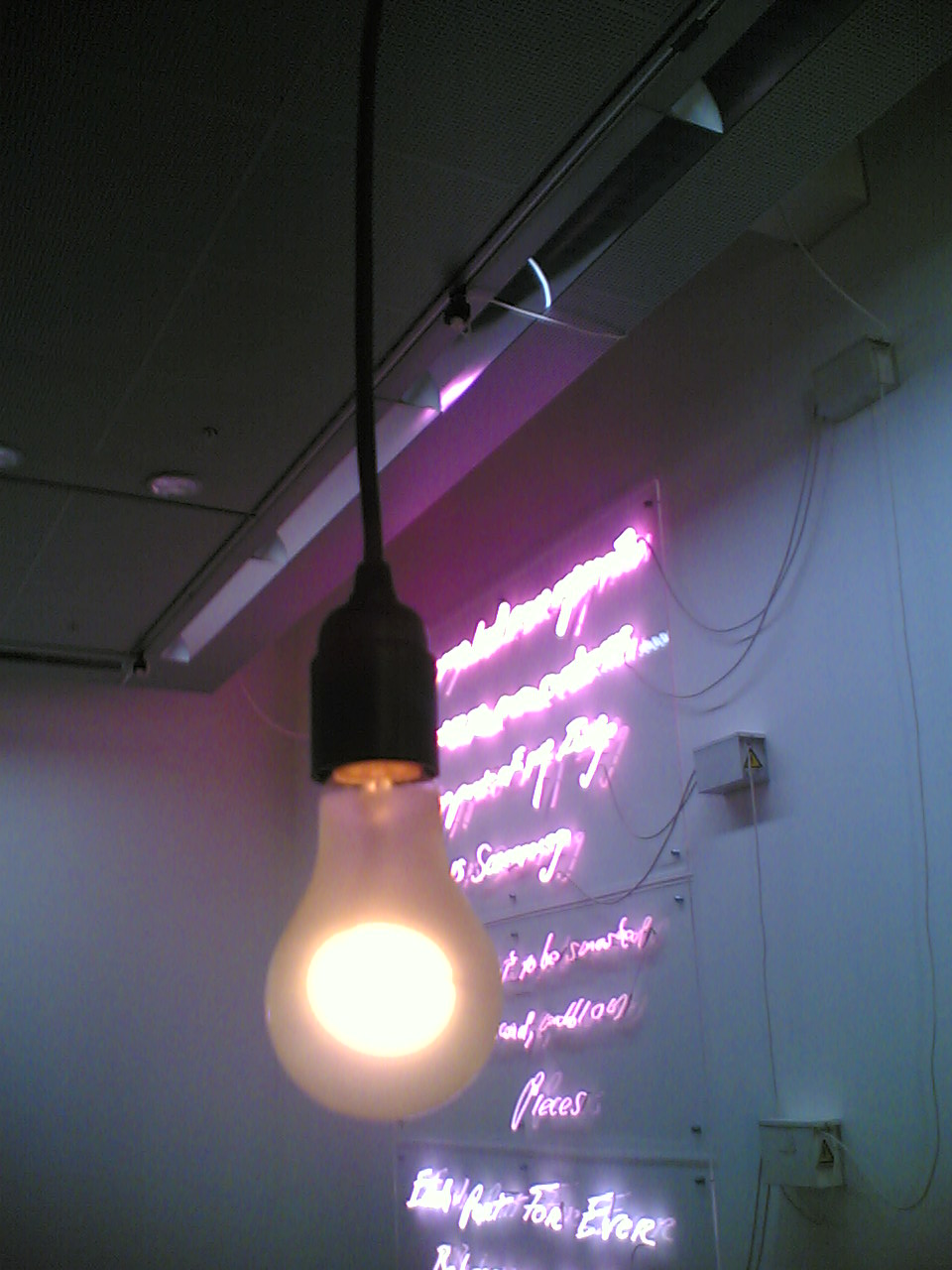
Instalación de Tony Oursler. 57. (2005)

La luz, en todas sus variantes, es un elemento muy presente en la obra de Oursler. A finales de los 90, el artista tituló una de sus exposiciones I hate Darkness, I love Light (“Odio la oscuridad, amo la luz”), en la que explora la historia de la tecnología virtual, desde la cámara oscura hasta Internet.
A principio de los años 90, Oursler realiza su primera “luz parlante” con el objetivo de denunciar la interpretación reduccionista de los medios de comunicación, cuyas herramientas básicas son el audio y la luz, pero mediatizados negativamente por la palabra. Estos trabajos son instalaciones integradas en distintas maneras a la arquitectura. Aunque son de un tamaño reducido, las luces que emite abarca un espacio mayor. El trabajo más reconocido es 'Street Light', el primer proyecto público de Oursler, en el que una farola ejerce de personaje.

## Obras

### Imagen en movimiento
- Life of Phillis, 1977. Es uno de los primeros vídeos narrativos del autor. Crea un paisaje irónico crítico con la descomposicón de la cultura pop, con personajes grotescos creados a partir de objetos encontrados.
- Shorts,1977
- The Loner, 1980. Oursler crea un personaje representado con objetos tales como una cuchara y una bolsa de agua que emprende un viaje por un espacio onírico lleno de elementos macabros. Un trabajo muy visual, surrealista y con dosis de humor negro.[6]
- Spin Out,1983
- EVOL, 1984. Es un proyecto en colaboración con Mike Kelley. Es un psicodrama romántico y trágico en el que en un teatro expresionista, los humanos interactúan con muñecas y figuras, explorando diversiones y perversiones.
- Onourown, 1990
- Synesthesia, 1997

### Instalaciones

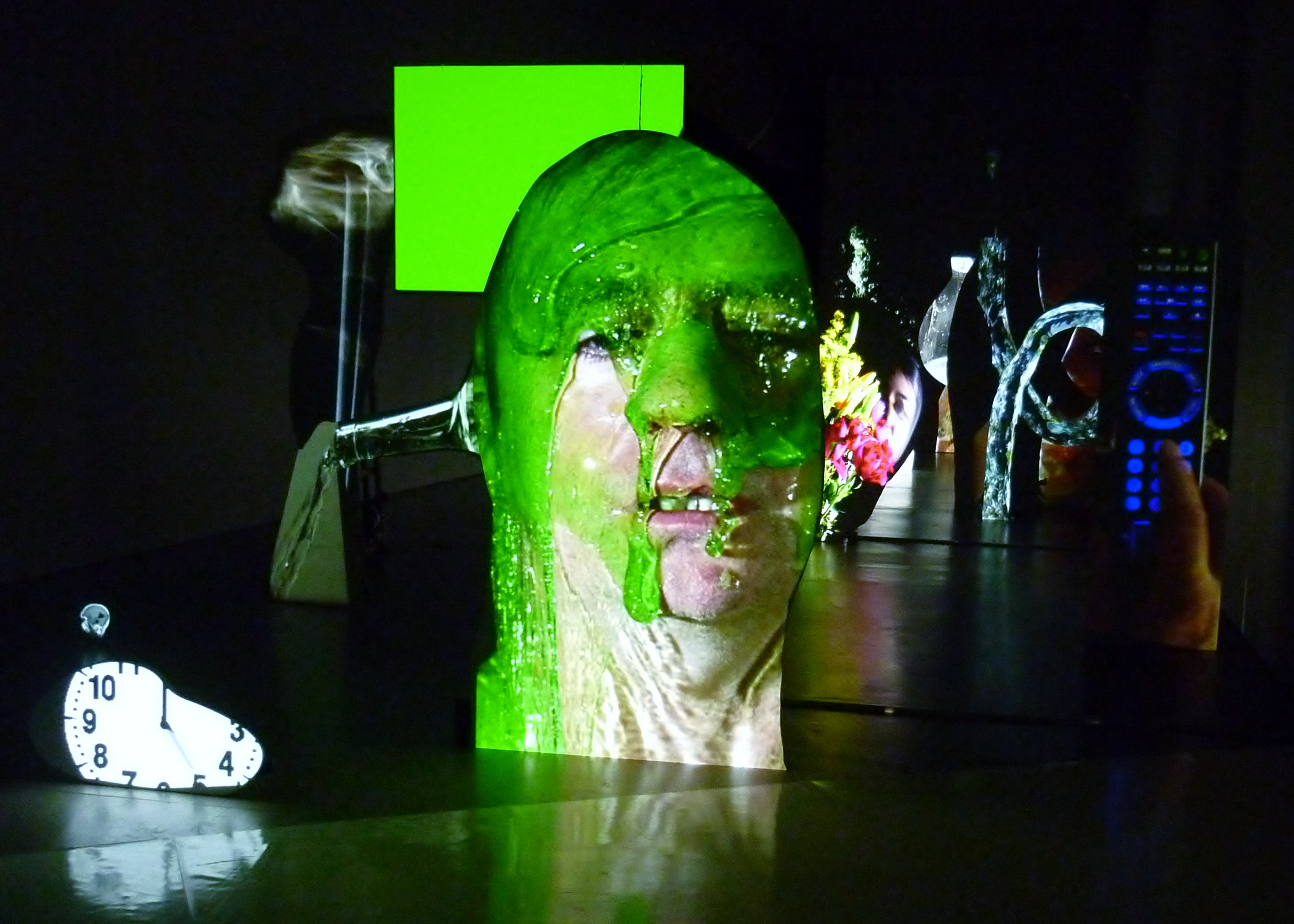
Instalación "Face to Face" de Tony Oursler en el ARoS, Aarhus, Dinamarca. 2004

- 1979 - 1989

- 1990 - 1995

- 1996 - 2000

- 2001 - 2005

- 2006 - 2010

- 2011 - Actualidad

## Proyectos públicos[7]
- Street Light (1997), Munster, Alemania.

Una farola aparentemente estropeada es el objeto de este proyecto. El espectador ve una farola apagada, pero cuando alguien se le acerca, la luz se enciende, la farola ‘habla’ y refleja los pensamientos de los transeúntes.
- The Influence Machine (2000), Madison Square Park, Nueva York.

A través de voces y proyecciones de caras sobre humo, trata la evolución tecnológica de las telecomunicaciones desde el siglo XIX a la actualidad.
- Flucht, (2001), Bregenz, Austria

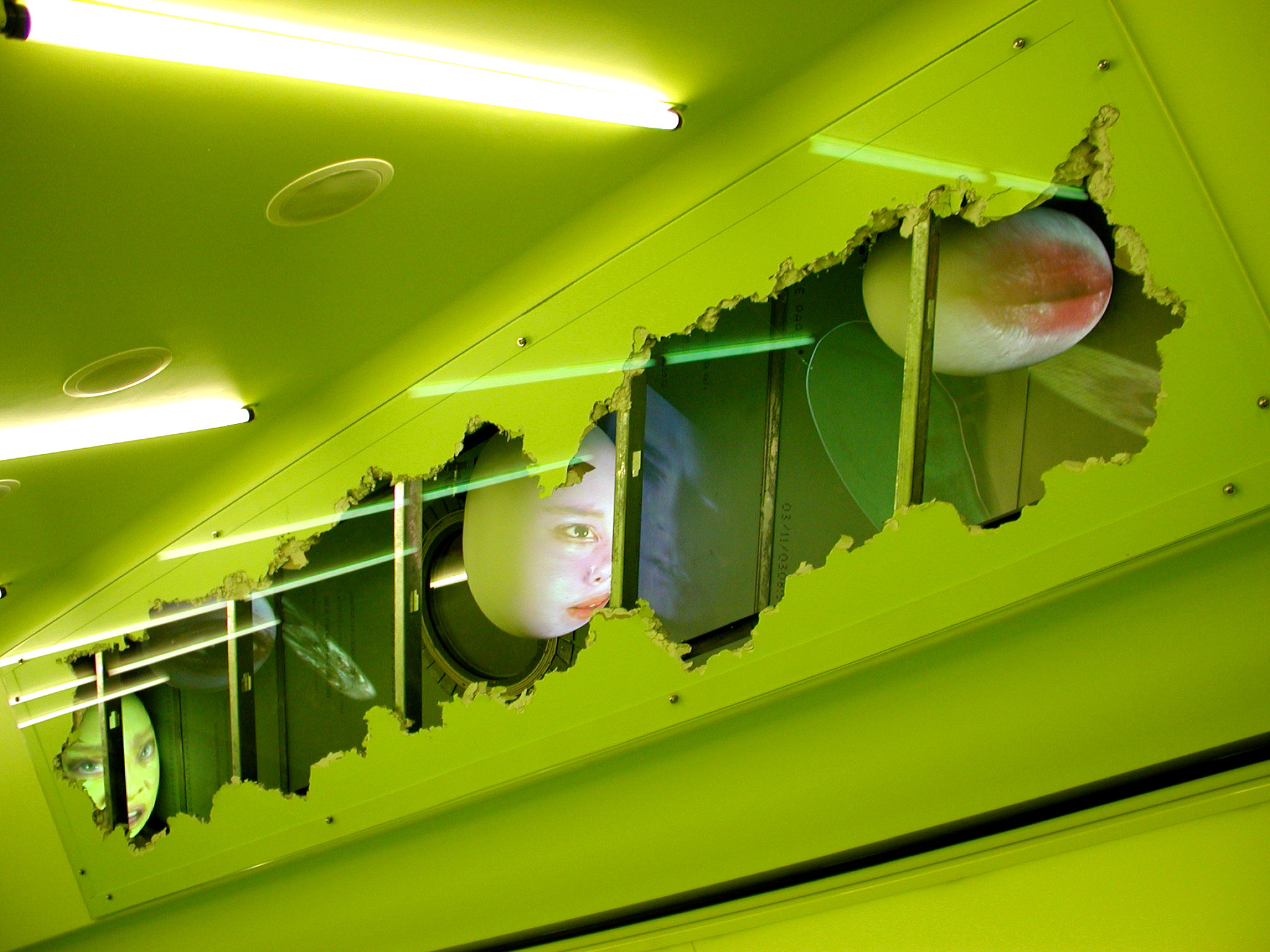
Braincast at the Seattle Public Library (2004), Seattle.

Está formada por una parrilla aleatoria de caras que hablan mientras son proyectadas en la fachada de un edificio diseñado por Peter Zumthor. Está al lado del Lago Constance, lo que produce un reflejo entre el lago y las imágenes proyectadas sobre el edificio en el que es uno de los mejores trabajos visuales de Oursler.
- Braincast at the Seattle Public Library (2004), Seattle.

Videoinstalación formada por tres esculturas de videollamadas “Braincast”. Refleja la tradición de las bibliotecas y su finalidad de fomento de información en distintos soportes.
- Sexta di Cifra (2005), Barcelona.

- Blue Invasion (2006), Sídney, Australia.

- Destroy, She Said (2007), Dusseldorf, Alemania.

Instalación de vídeo con tres partes que representa un diálogo entre espacios urbanos interiores y exteriores.
- St. Roch (2008), New Orleans.

- Horizon Scander Jeu (2008), Gare du Nord, París, Francia.

- AWGTHTGTWTA, (2008), Nueva York.

Critica el uso excesivo de las nuevas tecnologías por parte de los niños, y permitía la interacción entre ellos y cualquier transeúnte vía sms.
- Void or Everything Ever Wanted (2009), Toronto, Canadá.

- Permanent Public Project: Splatter Project #1 (2009), Nueva York.

## Colaboraciones destacadas
En 1977 funda junto a John Miller y Mike Kelley el grupo de rock Poetics, del que era vocalista y que después se convertiría en un grupo artístico que realizaría también instalaciones de vídeo. Cesarían su actividad en 1983, pero mantendría junto a Mike Kelley el proyecto The Poetics Project hasta 1997.
Colaboró ese mismo año también con David Bowie en el concierto de su 50 cumpleaños. En 2013, volverían a colaborar, ya que Oursler dirigió el videoclip de la canción Where are we now?